# Grimmia gracilis
Grimmia gracilis là một loài Rêu trong họ Grimmiaceae. Loài này được (Hedw.) F. Weber & D. Mohr mô tả khoa học đầu tiên năm 1803.